# Azzurro 1991
La decima edizione di Azzurro si è tenuta in Piazza dei Signori di Vicenza il 22 aprile 1991. È stata trasmessa in un'unica serata su Italia 1, denominata Azzurro '91 - Il Gala.
La conduzione venne affidata a Gerry Scotti e Susanna Messaggio con il patron della manifestazione Vittorio Salvetti.
La sigla iniziale era Azzurro di Adriano Celentano, intonata dai conduttori e dal pubblico in piazza.

## Partecipanti
- Riccardo Cocciante – Se stiamo insieme, Sì Maria
- Mietta – Vattene amore/Canzoni, Il gioco delle parti
- Marco Masini – Perché lo fai, Malinconoia
- Umberto Tozzi – Gli altri siamo noi, Gli innamorati
- Pino Daniele – O' scarrafone, Gente distratta
- Raf – Interminatamente, Siamo soli nell'immenso vuoto che c'è
- Roberto Vecchioni – Luci a San Siro, Per amore mio
- Angelo Branduardi – La pulce d'acqua, Bella faccia
- Eugenio Finardi e Rossana Casale – Le ragazze di Osaka
- Eugenio Finardi – La forza dell'amore
- Rossana Casale – Per me
- Tullio De Piscopo – Andamento lento, Milano 1969 tic